# Copa del Món de ciclisme en pista de 1995
La Copa del Món de ciclisme en pista de 1995 va ser la 3a edició de la Copa del Món de ciclisme en pista. Es va celebrar del 19 de maig de 1995 al 17 de setembre de 1995 amb la disputa de sis proves.

## Proves
| Data                | Lloc       |
| ------------------- | ---------- |
| 19-21 maig 1995     | Atenes     |
| 9-11 juny 1995      | Cottbus    |
| 13-15 juliol 1995   | Adelaida   |
| 18-20 juliol 1995   | Tòquio     |
| 25-27 agost 1995    | Manchester |
| 15-17 setembre 1995 | Quito      |

## Resultats

### Masculins
| Event                 | Guanyador                                                                 | Segon                                                                         | Tercer                                                          |
| Atenes                | Atenes                                                                    | Atenes                                                                        | Atenes                                                          |
| --------------------- | ------------------------------------------------------------------------- | ----------------------------------------------------------------------------- | --------------------------------------------------------------- |
| Keirin                | Patrice Sulpice (FRA)                                                     |                                                                               |                                                                 |
| Quilòmetre            |                                                                           |                                                                               |                                                                 |
| Velocitat             | Patrice Sulpice (FRA)                                                     | Federico Paris (ITA)                                                          | Marty Nothstein (EUA)                                           |
| Velocitat per equips  | França · Patrice Sulpice · Hervé Robert Thuet · Florian Rousseau          | Rússia · Serguei Bohanchev · Alexei Zinoviev · Alexandr Khromikh              | Alemanya · Sören Lausberg · Michael Scheurer · Matthias Schulze |
| Persecució            | Graeme Obree (GBR)                                                        | Dietmar Müller (AUT)                                                          | Jan Bo Petersen (DEN)                                           |
| Persecució per equips | Alemanya                                                                  | França                                                                        | Dinamarca                                                       |
| Puntuació             | Andreas Beikirch (GER)                                                    | Bruno Risi (SUI)                                                              | Jan Bo Petersen (DEN)                                           |
| Madison               | Bèlgica · Etienne De Wilde · Lorenzo Lapage                               |                                                                               | Àustria · Wolfgang Kotzmann · Roland Garber                     |
| Cottbus               |                                                                           |                                                                               |                                                                 |
| Keirin                |                                                                           |                                                                               |                                                                 |
| Quilòmetre            | Grzegorz Krejner (POL)                                                    | Frédéric Lancien (FRA)                                                        | José Antonio Escuredo (ESP)                                     |
| Velocitat             |                                                                           |                                                                               |                                                                 |
| Velocitat per equips  |                                                                           |                                                                               |                                                                 |
| Persecució            | Graeme Obree (GBR)                                                        | Jens Lehmann (GER)                                                            | Philippe Ermenault (FRA)                                        |
| Persecució per equips |                                                                           |                                                                               |                                                                 |
| Puntuació             |                                                                           |                                                                               |                                                                 |
| Madison               | Alemanya · Andreas Beikirch · Uwe Messerschmidt                           | Àustria · Wolfgang Kotzmann · Roland Garber                                   |                                                                 |
| Adelaida              |                                                                           |                                                                               |                                                                 |
| Keirin                | Gary Neiwand (AUS)                                                        | Darryn Hill (AUS)                                                             |                                                                 |
| Quilòmetre            | Sören Lausberg (GER)                                                      |                                                                               |                                                                 |
| Velocitat             | Darryn Hill (AUS)                                                         | Gary Neiwand (AUS)                                                            | Patrice Sulpice (FRA)                                           |
| Velocitat per equips  | França · Patrice Sulpice                                                  | Austràlia · Gary Neiwand · Darryn Hill · Danny Day                            |                                                                 |
| Persecució            | Graeme Obree (GBR)                                                        | Philippe Ermenault (FRA)                                                      |                                                                 |
| Persecució per equips | França · Philippe Ermenault                                               | Austràlia · Brett Aitken · Tony Homan · Haydn Bradbury · James Cross          |                                                                 |
| Puntuació             |                                                                           |                                                                               |                                                                 |
| Madison               |                                                                           |                                                                               |                                                                 |
| Tòquio                |                                                                           |                                                                               |                                                                 |
| Keirin                | Darryn Hill (AUS)                                                         | Gary Neiwand (AUS)                                                            | Emanuel Raasch (GER)                                            |
| Quilòmetre            | Benoît Vétu (FRA)                                                         | Grzegorz Krejner (POL)                                                        | Jens Glücklich (GER)                                            |
| Velocitat             | Darryn Hill (AUS)                                                         | Florian Rousseau (FRA)                                                        | Tomohiro Kitagawa (JPN)                                         |
| Velocitat per equips  | França · Patrice Sulpice                                                  |                                                                               |                                                                 |
| Persecució            | Philippe Ermenault (FRA)                                                  | Graeme Obree (GBR)                                                            | Friedrich Berein (AUT)                                          |
| Persecució per equips | França · Philippe Ermenault                                               | Alemanya                                                                      | Polònia                                                         |
| Puntuació             | Brett Aitken (AUS)                                                        | Serge Barbara (FRA)                                                           | Stefan Steinweg (GER)                                           |
| Madison               | França · Serge Barbara · Cyril Bos                                        | Alemanya · Uwe Messerschmidt · Stefan Steinweg                                | Austràlia · Brett Aitken · Anthony Homan                        |
| Manchester            |                                                                           |                                                                               |                                                                 |
| Keirin                | Frédéric Magné (FRA)                                                      | Marty Nothstein (EUA)                                                         | Eric Schoefs (BEL)                                              |
| Quilòmetre            | Benoît Vétu (FRA)                                                         | José Antonio Escuredo (ESP)                                                   |                                                                 |
| Velocitat             | Marty Nothstein (EUA)                                                     | Lars Brian Nielsen (DEN)                                                      |                                                                 |
| Velocitat per equips  | Itàlia                                                                    | Espanya                                                                       | França                                                          |
| Persecució            | Andrea Collinelli (ITA)                                                   | Graeme Obree (GBR)                                                            |                                                                 |
| Persecució per equips | Alemanya · Christian Lademann · Ronny Lauke · Thorsten Rund · Heiko Szonn |                                                                               |                                                                 |
| Puntuació             | Bruno Risi (SUI)                                                          |                                                                               |                                                                 |
| Madison               | Itàlia · Silvio Martinello · Marco Villa                                  | Alemanya · Andreas Beikirch · Uwe Messerschmidt                               | Suïssa · Bruno Risi · Kurt Betschart                            |
| Quito                 |                                                                           |                                                                               |                                                                 |
| Keirin                |                                                                           |                                                                               |                                                                 |
| Quilòmetre            |                                                                           |                                                                               |                                                                 |
| Velocitat             |                                                                           |                                                                               |                                                                 |
| Velocitat per equips  |                                                                           |                                                                               |                                                                 |
| Persecució            |                                                                           |                                                                               |                                                                 |
| Persecució per equips | Alemanya                                                                  | Nova Zelanda · Julian Dean · Gregory Henderson · Tim Carswell · Lee Vertongen |                                                                 |
| Puntuació             | Glenn McLeay (NZL)                                                        |                                                                               |                                                                 |
| Madison               |                                                                           |                                                                               |                                                                 |

### Femenins
| Event                 | Guanyadora                  | Segona                      | Tercera                     |
| Atenes                | Atenes                      | Atenes                      | Atenes                      |
| --------------------- | --------------------------- | --------------------------- | --------------------------- |
| 500 m. contrarellotge | Félicia Ballanger (FRA)     | Galina Enioukhina (RUS)     | Antonella Bellutti (ITA)    |
| Velocitat             | Oksana Gríxina (RUS)        | Félicia Ballanger (FRA)     | Galina Enioukhina (RUS)     |
| Persecució            | Catherine Marsal (FRA)      | Antonella Bellutti (ITA)    | Judith Arndt (GER)          |
| Puntuació             | Catherine Marsal (FRA)      | Ingrid Haringa (NED)        | Judith Arndt (GER)          |
| Cottbus               |                             |                             |                             |
| 500 m. contrarellotge | Félicia Ballanger (FRA)     | Erika Salumäe (EST)         | Oksana Gríxina (RUS)        |
| Velocitat             | Oksana Gríxina (RUS)        | Galina Enioukhina (RUS)     | Erika Salumäe (EST)         |
| Persecució            | Janie Eickhoff (EUA)        | Antonella Bellutti (ITA)    | Rasa Mažeikytė (LTU)        |
| Puntuació             | Janie Eickhoff (EUA)        | Ina-Yoko Teutenberg (GER)   | Maria Jongeling (NED)       |
| Adelaida              |                             |                             |                             |
| 500 m. contrarellotge | Félicia Ballanger (FRA)     | Erika Salumäe (EST)         | Michelle Ferris (AUS)       |
| Velocitat             | Erika Salumäe (EST)         | Félicia Ballanger (FRA)     | Michelle Ferris (AUS)       |
| Persecució            | Sarah Ulmer (NZL)           | Karen Barrow (AUS)          | Ina-Yoko Teutenberg (GER)   |
| Puntuació             | Nathalie Lancien-Even (FRA) | Félicia Ballanger (FRA)     | Sarah Ulmer (NZL)           |
| Tòquio                |                             |                             |                             |
| 500 m. contrarellotge | Erika Salumäe (EST)         | Chang Yu Bin (CHN)          | Félicia Ballanger (FRA)     |
| Velocitat             | Wang Yan (CHN)              | Erika Salumäe (EST)         | Félicia Ballanger (FRA)     |
| Persecució            | Sarah Ulmer (NZL)           | Ma Huizhen (CHN)            | Karen Barrow (AUS)          |
| Puntuació             | Ina-Yoko Teutenberg (GER)   | Michelle Ferris (AUS)       | Ludmilla Gorojanskaya (BLR) |
| Manchester            |                             |                             |                             |
| 500 m. contrarellotge | Félicia Ballanger (FRA)     | Erika Salumäe (EST)         | Annett Neumann (GER)        |
| Velocitat             | Félicia Ballanger (FRA)     | Tanya Dubnicoff (CAN)       | Erika Salumäe (EST)         |
| Persecució            | Antonella Bellutti (ITA)    | Svetlana Samokhvalova (RUS) | Marion Clignet (FRA)        |
| Puntuació             | Svetlana Samokhvalova (RUS) | Nathalie Lancien-Even (FRA) | Ingrid Haringa (NED)        |
| Quito                 |                             |                             |                             |
| 500 m. contrarellotge | Erika Salumäe (EST)         | Oksana Gríxina (RUS)        | Rita Razmaitė (LTU)         |
| Velocitat             | Erika Salumäe (EST)         | Oksana Gríxina (RUS)        | Donna Wynd (NZL)            |
| Persecució            | Sarah Ulmer (NZL)           | Natalia Karimova (RUS)      | Anke Wichmann (GER)         |
| Puntuació             | Jacqueline Nelson (NZL)     | Svetlana Samokhvalova (RUS) | Belem Guerrero (MEX)        |

## Classificació
| Rang | País   | Total |
| ---- | ------ | ----- |
| 1    | França |       |